# David Price (boxare)
David Price, född 6 juli 1983 i Liverpool, England, är en brittisk boxare som tog OS-brons i supertungviktsboxning 2008 i Peking. 

## Meriter

### Olympiska meriter

#### Olympiska sommarspelen 2008
- Huvudartikel: Boxning vid olympiska sommarspelen 2008

| Tävlande    | Viktklass     | Sextondelsfinal      | Åttondelsfinal              | Kvartsfinal               | Semifinal                      | Final                |  |
| Tävlande    | Viktklass     | Motståndare Resultat | Motståndare Resultat        | Motståndare Resultat      | Motståndare Resultat           | Motståndare Resultat |  |
| ----------- | ------------- | -------------------- | --------------------------- | ------------------------- | ------------------------------ | -------------------- |  |
| David Price | Supertungvikt | N/A                  | Timurziev (RUS) W 2–2 (RSC) | Jakšto (LTU) W 3–1 (RSCI) | Cammarelle (ITA) L 1–11 (RSCH) | Gick inte vidare     |  |